# Alan Boileau
Alan Boileau (Morlaix, 25 juni 1999) is een Frans wielrenner.

## Carrière
In 2019 won Boileau met de Franse ploeg de ploegentijdrit tijdens de Orlen Nations Grand Prix. Hij werd in 2021 prof bij B&B Hotels p/b KTM, hij won dat jaar drie etappes tijdens de Ronde van Rwanda.

## Overwinningen
2019
1e etappe Orlen Nations Grand Prix (ploegentijdrit)
2021
2e, 3e en 5e etappe Ronde van Rwanda
Jongerenklassement Ronde van Rwanda
2022
7e etappe Ronde van Rwanda

## Resultaten in voornaamste wedstrijden
|      | \| Jaar \| Amstel Gold Race \| Waalse Pijl \| \| ---- \| ---------------- \| ----------- \| \| 2022 \| opgave \| opgave \| |             |
| Jaar | Amstel Gold Race | Waalse Pijl |
| 2022 | opgave | opgave      |

## Ploegen
2019 –  Vital Concept-B&B Hotels (stagiair vanaf 1 augustus)
2021 –  B&B Hotels p/b KTM
2022 –  B&B Hotels-KTM
2023 –  VC Rouen 76
Barbier · Barthe · Boileau · Bonnamour · Chevalier · Debusschere · Ferasse · Gautier · Gougeard · Heidemann · Hivert · Jauregui · Koretzky · Lagrée · Laurance · Lecroq · Lemoine · Lietaer · Morice · Mozzato · Parisella · Rolland · Schönberger · Warlop · Dauphin (stagiair) · Mahoudo (stagiair) · Rouland (stagiair)